# Apoxiomeno
Apoxiomeno' ("aquele que limpa"; em grego antigo ἀπϩσιόμενος/apoxuómenos; de ἀποξὐω/apoxúô, "raspar, arranhar") foi uma obra em bronze do escultor Grego Lísipo, datado de 330 a.C., do período clássico da arte grega, e dentro deste, no período pós-clássico, quando se inicia a ruptura com o "ideal clássico de beleza". É um dos temas convencionais da escultura votiva grega antiga; representa um atleta, pego no ato familiar de raspar suor e poeira do seu corpo com o pequeno instrumento curvo que os gregos chamam de stlengis e os romanos de strigil. A talha original está perdida, mas sabemos da sua existência pela descrição de Plínio, o Velho, na sua obra Naturalis Historia. Na obra, Plínio indicava que o general Marcus Vipsanius Agrippa tinha levado a obra original em bronze para Roma e tinha sido colocada em alguns banhos. Como agradou ao imperador Tibério, este colocou-o no seu palácio, mas devido às críticas do povo devolveu-o para ser exibido ao público.
Uma cópia em mármore desta escultura foi descoberta no bairro romano de Trastevere em 1849 e está conservado no Museu Pio-Clementino, na Cidade do Vaticano. 
Lísipo coloca o sujeito num verdadeiro contraposto , com um braço estendido para criar uma sensação de movimento e interesse de uma variedade de ângulos de visão.
Plínio também mencionou tratamentos deste motivo por Policleto e pelo seu aluno ou seguidor, Dédalo de Sicião, que parece ter produzido duas variantes sobre o tema. Uma estátua de bronze fragmentária do tipo Policleto/Sícioniano, que mantém as mãos baixas para limpar o suor e a poeira da mão esquerda, foi escavada em 1896 no sítio de Éfeso, na Turquia ; encontra-se no Museu Kunsthistorisches, em Viena. A sua qualidade é tão boa que os estudiosos têm debatido se é um original do século IV, no sentido de que as repetições de oficina são todas "originais" ou uma cópia posterior feita durante o período helenístico. Uma versão classicizante no estilo neo-ático nas coleções Medici no Uffizi levou estudiosos anteriores a postular um original clássico do século V, antes que o bronze fosse desenterrado em Éfeso.

## Características
- Reflete o equilíbrio entre a imitação exata e naturalista do corpo humano e a sua idealização.
- Utilização da escultura como meio que procura representar a beleza física ideal (o idealismo escultórico), através, preferencialmente, de corpos atléticos e da nudez masculina;
- A preocupação com a representação do movimento, através de aspetos como poses mais naturalistas, movimento dos braços ou técnica do contraposto;
- Aplicação da ideia de cânone (regra/ordem/padrão): conjunto de regras de proporção métrica que regulam e articulam os diferentes elementos anatómicos do corpo humano;
- Existência de dois cânones: o de Policleto, em que a cabeça corresponde à sétima parte do corpo, e o de Lisipo), em que a cabeça corresponde à oitava parte do corpo, alongando-o; equilíbrio entre a imitação exata e naturalista do corpo humano e a sua idealização).